# Francesco Turini
Francesco Turini (Praga, 1589-Brescia, 1656) fue un compositor y organista italiano del barroco, pionero en la creación de la llamada Sonata a trío.

## Trayectoria
Nació en Praga, República Checa y desde muy joven destacó por sus innatas dotes musicales. Comenzó a estudiar bajo la dirección de su padre, Georgio Turini, cornetista y compositor de la corte del emperador Rodolfo II. Tras el fallecimiento de su padre fue el mismo emperador el que tomó el relevo en su educación.
Fue precisamente Rodolfo II quien envió a Francesco Turini a Venecia y Roma a estudiar música.
A la edad de 12 años comienza sus estudios de órgano y escribe música religiosa, madrigales, motetes, misas y sonatas para dos violines y bajo continuo.
En 1608 se convierte en el organista de la corte del emperador Rodolfo II hasta la muerte de este en 1612; momento en que Turini se marcha a Italia donde estuvo en activo como organista de la catedral de Brescia hasta su muerte. Fue entonces cuando se convierte en un famoso compositor y organista en la ciudad de Brescia.

## Legado
Francesco Turini fue alabado en gran medida por sus contemporáneos por su práctica como organista, compositor y creador de nuevas ideas. Turini fue uno de los primeros compositores en utilizar el concertante en la música vocal de cámara; así como uno de los primeros compositores del momento en utilizar el término "cantata" para referirse a una fórmula estructural. Para Turini, la cantata no era un esquema musical totalmente desarrollado para una obra extensa, sino un recitativo extendido.
Publicó motetes, misas, sonatas y madrigales de una a cinco voces. Entre sus obras destacan la sonata a 3 "E tanto tempo hornai" y "Il Corisino" (1621).